# Телицын, Николай Гаврилович
Николай Гаврилович Телицын (1904—1969) — советский архитектор.

## Биография
Родился 2 мая 1904 года в г. Сарапуле, мама Мария Степановна занималась домашним хозяйством, а отец работал настройщиком музыкальных инструментов. Затем семья перебралась в Самару, здесь Николай Гаврилович и получил образование архитектора. Его трудовая деятельность в Самаре начинается с 1930-х годов, ему сразу же поручают важные проекты по реконструкции и строительству объектов, имеющих общественно-культурное значение для города.
В совместной работе с Волковым Л. А. восприняли смену творческой направленности советской архитектуры 1930-х годов, как переход от простого к более сложному, то есть более прогрессивному, совершенному и глубокому.

## Работы
- совместно с Волковым Л. В. является автором комплекса ОГПУ, созданного в 1929—1932 гг.;
- проектирует конструктивистские клуб Дзержинского[1] с Управлением внутренних дел,
- аскетичный дом рядовых сотрудников ОГПУ,
- декорированный дом высшего офицерского состава с закрытым распределителем во дворе.

По генеральному плану реконструкции города Куйбышева было предусмотрено большое строительство на Самарской площади. Эта площадь должна была стать важным центром города. Н. Г. Телицын работал над проектом планировки площади и эскизами зданий на ней. Но в дальнейшем проект был изменён и строительство так и не началось.
В дальнейшем Телицын Н. Г. принимал участие в разработке проекта по реконструкции и расширению драматического театра.
Умер Николай Гаврилович 2 сентября 1969 года и похоронен в Самаре.